# La Alcarria

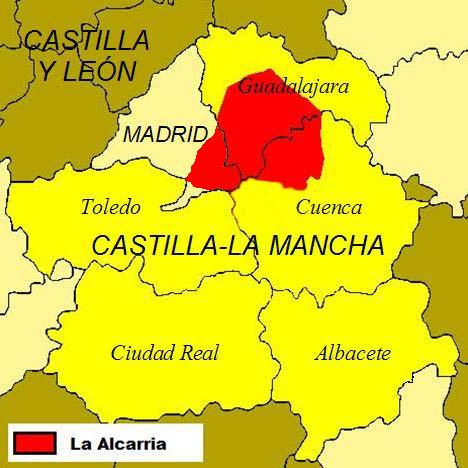
Lage der Alcarria

La Alcarria ist eine weiträumige Landschaft (ca. 5000 km²) sowie eine Verwaltungseinheit (comarca) im südlichen Teil der iberischen Hochebene (meseta) in Zentralspanien; sie umfasst Gebiete in der Autonomen Gemeinschaft Madrid sowie in den zu Kastilien-La Mancha gehörenden Provinzen Guadalajara und Cuenca.

## Geografie
Landschaft

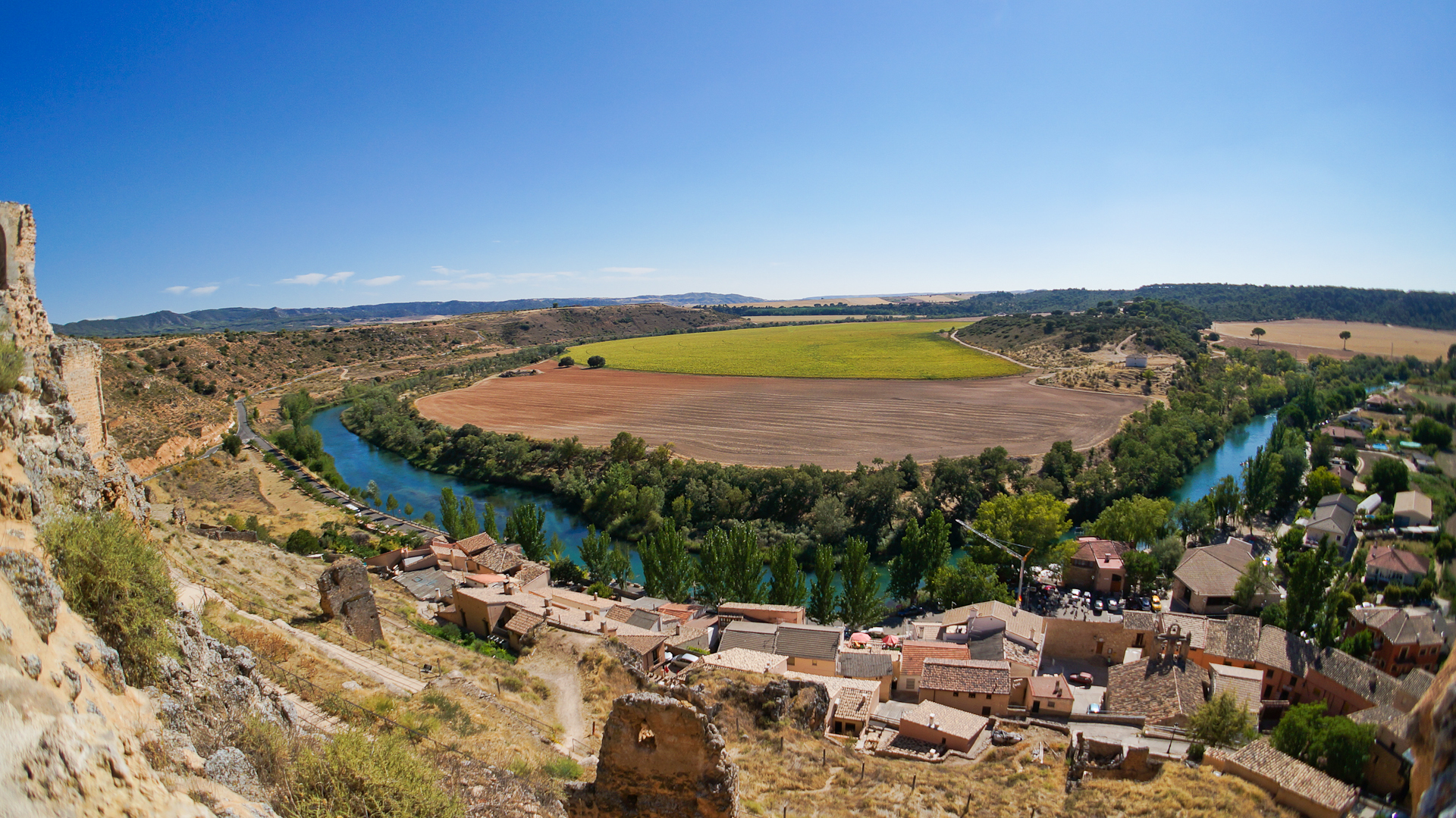
Tajoschleife bei Zorita de los Canes

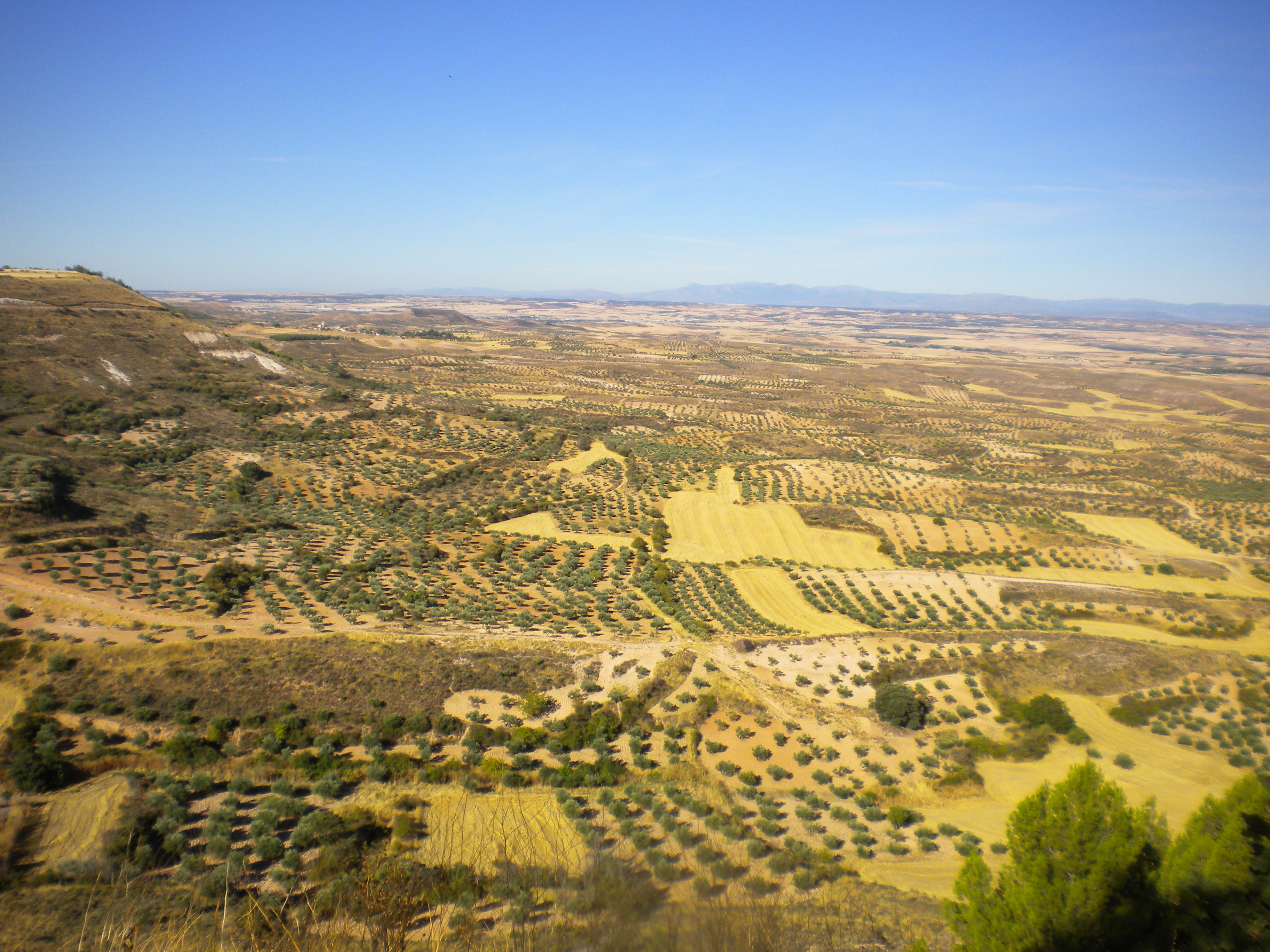
Landschaft bei Trijueque

Die Landschaft der Alcarria ist weitgehend eben und erstreckt sich in Höhen von etwa 700 bis 850 m; höchste Erhebungen sind die beiden ca. 970 m hohen und nur knapp 8 km nordöstlich der Stadt Guadalajara gelegenen Bergspitzen des Pico del Águila und des Peña Hueva. Wichtigster Fluss ist der von Nordosten kommende und im Entrepreñas- sowie im Bolarque-Stausee gestaute Río Tajo, doch zu erwähnen sind auch der im Buendía-Stausee gestaute Río Guadiela sowie der Río Tajuña, ein Nebenfluss des Río Jarama, und der nur etwa 15 km lange Río Cifuentes, der bei Trillo in den Tajo mündet.
Städte
Die größten und wichtigsten Städte befinden sich im Westen der Alcarria: Guadalajara (ca. 85.000), Alcalá de Henares (ca. 195.000), Arganda del Rey (ca. 55.000), Mejorada del Campo (ca. 23.000), Villalbilla (ca. 14.000), Loeches (ca. 9.000), Colmenar de Oreja (ca. 8.000), Torres de la Alameda (ca. 7.500) und Villarejo de Salvanés (ca. 7.500). Mit Ausnahme von Guadalajara gehören die genannten Städte allesamt zum Großraum Madrid und werden oft nicht mehr zu der insgesamt eher ländlich-dörflich geprägten Alcarria gezählt.
Orte
Die meisten Orte im Norden und Osten der Region (z. B. Cifuentes, Jadraque, Sacedón, Trillo oder Zorita de los Canes) sind Teil der von einem starken Bevölkerungsschwund betroffenen Serranía Celtibérica. Der Ort Angón hat nur noch ca. 10 Einwohner und steht kurz vor seinem endgültigen Verlassenwerden (despoblado).
Klima
Das Klima ist zumeist warm und regenarm (ca. 400 bis 500 mm/Jahr), was den Anbau von trockenheitsverträglichen Getreidesorten (z. B. Gerste) sowie von Oliven und Wein notwendig macht. Bei Brihuega findet man Lavendelfelder, die sowohl für die Parfümherstellung als auch für die hier betriebene Honigproduktion von Bedeutung sind.

## Geschichte und Sehenswürdigkeiten

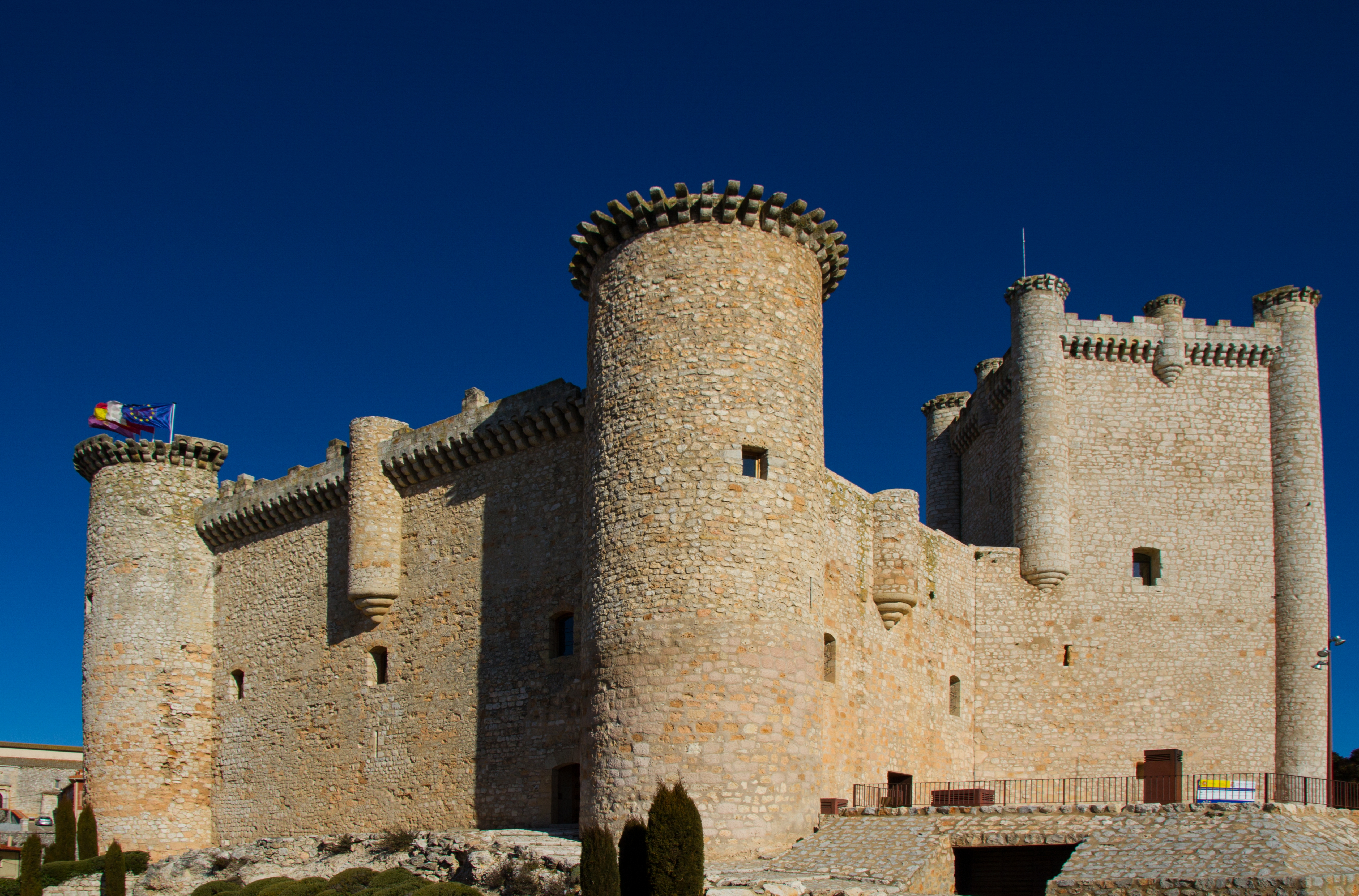
Castillo de Torija

Einige Orte haben eine lange Geschichte, die teils bis in die römische oder westgotische Zeit zurückreicht (siehe Ercavica oder Reccopolis). Seit dem frühen 8. Jahrhundert stand die Region für gut 350 Jahre unter islamischem Einfluss. Nach der Rückeroberung (reconquista) Toledos im Jahr 1085 wurde sie wieder christlich; es entstanden mehrere Burgen (castillos) (z. B. in Jadraque, Pioz, Torija oder Zorita de los Canes) und Stadtplätze (plazas). Auch findet man noch etliche Gerichtssäulen (rollos oder picotas) aus dem 16./17. Jahrhundert als Zeichen städtischer Unabhängigkeit. Maurische Stileinflüsse sind in einigen Mudéjar-Kirchen des 15./16. Jahrhunderts zu erkennen. Im 16./17. Jahrhundert entstanden – zum Teil unter der politischen und wirtschaftlichen Führung des Hauses Mendoza – viele Renaissance-Kirchen.
Einige Orte (z. B. Brihuega, Chinchón, Hita oder Pastrana) sind wegen ihrer sehenswerten Altstädte als Conjunto histórico-artístico eingestuft.